# إسماعيل بن عبد الغني الدهلوي
إسماعيل بن عبد الغني بن وَلي الله بن عبد الرحيم العُمري الدهلوي المعروف بـمولانا شاه محمد إسماعيل شهيد (12 ربيع الآخر 1193 هـ/ 29 أبريل 1779م — 24 ذو القعدة 1246 هـ/ 6 مايو 1831م) مجاهد مسلم وعالم دينى،
قاتل في صفوف أحمد عرفان مع قبائل البشتون ضد إمبراطورية السيخ، التي حكمت في شمال غرب شبه القارة الهندية وكانت تتخذ من ولاية البنجاب عاصمة لها في النصف الأول من القرن 19 م.
من كتبه رسالة أصول الفقه وله في التوحيد والتصوف تقوية الإيمان وهو بالأردية.

## مولده ونشأته
وُلد بمظفر نکر 12 ربيع الثاني سنة 1193 ، وتوفي والده في صباه، فتربّى في مهد عمه الشيخ عبد القادر بن ولي الله الدهلوي، وقرأ عليه الكتب الدرسيّة، واستفاد من عمَّيْه الشيخ رفيع الدين، والشيخ عبد العزيز أيضاً، ولازمهما مدةً طويلة، وصار بحراً زاخراً في المعقول والمنقول، ثم لازم السيدَ الإمام أحمد بن عرفان، وسافر معه إلى الحرمين الشريفين، سنة سبع وثلاثين ومئتين وألف، فحج وزار، ورجع معه إلى الهند، وساح البلاد والقرى بأمره سنتين، فانتفع به خلق لا يُحصون بِحَدِّ وعد، ثم سافر معه إلى الحدود سنة إحدى وأربعين ومئتين وألف، فجاهد معه في سبيل الله، وكان كالوزير للإمام، يجهز الجيوش، ويقتحم المعارك العظيمة، بنفسه حتى اُستشهد في «بَالَاكَوْت» من أرض «ياغستان».

## أقوال العلماء فيه
قال الشيخ محسن بن يحيى التُّرْهَتي في «اليانع الجني» : إنه كان أشدهم في دين الله، وأحفظهم للسنة، يغضب لها، ويندب إليها، ويشنع على البدع وأهلها.
وقال الشيخ صديق بن الحسن خان القَنُّوجي في «الحطة بذكر الصحاح الستة» في ذكر الشيخ ولي الله بن عبد الرحيم الدهلوي: إن ابن ابنه المَوْلَوِي محمد إسماعيل الشهيد، اقتفى أثر جده في قوله وفعله جميعاً، وتمم ما ابتدأه جده، وأدى ما كان عليه، وبقي ما كان له، والله مجازيه على صوالح الأعمال، وقواطع الأقوال، وصحاح الأحوال، ولم يكن ليخترع طريقاَ جديداً في الإسلام، كما يزعم الجهال، وقد قال الله: {مَا كَانَ لِبَشَرٍ أَنْ يُؤْتِيَهُ اللَّهُ الْكِتَابَ وَالْحُكْمَ وَالنُّبُوَّةَ ثُمَّ يَقُولَ لِلنَّاسِ كُونُوا عِبَادًا لِي مِنْ دُونِ اللَّهِ وَلَكِنْ كُونُوا رَبَّانِيِّينَ بِمَا كُنْتُمْ تُعَلِّمُونَ الْكِتَابَ وَبِمَا كُنْتُمْ تَدْرُسُونَ} [آل عمران : 79]
وهو أَحيا كثيراً من الشُنن المماتات، وأَمات عظيماً من الأشراك، والمحدَثات، حتى نال درجة الشهادة العليا، وفاز من بين أقرانه بالقدح المعلى، وبلغ منتهى أمله، وأقصى أجله.

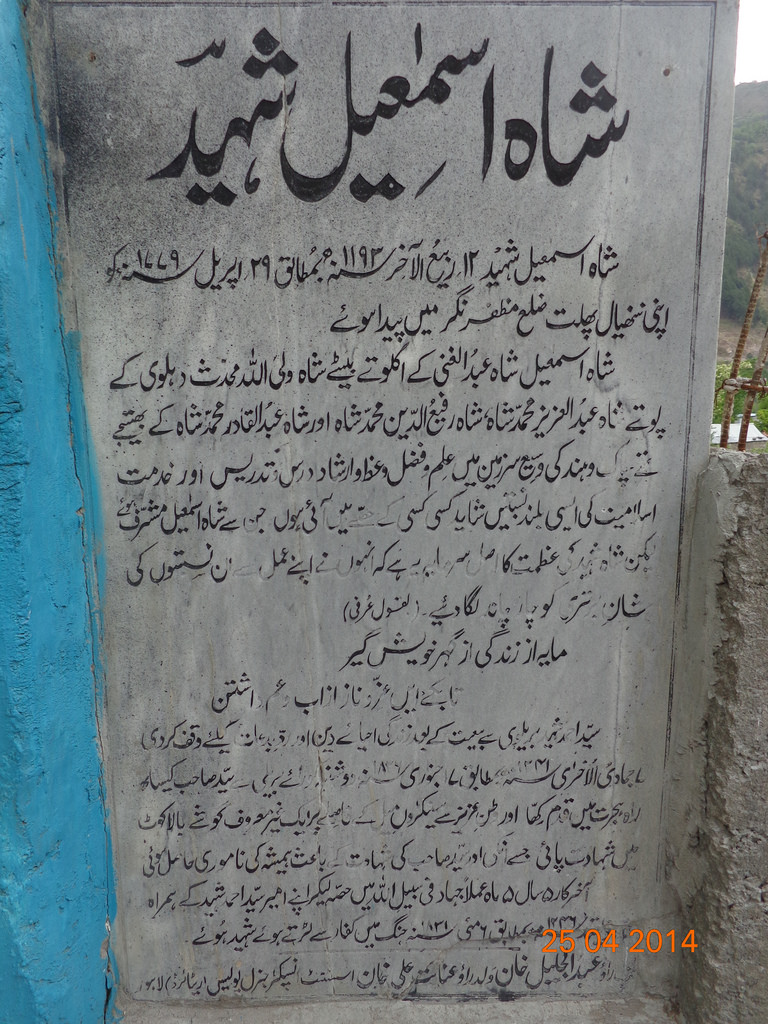
مقبرة لإسماعيل بن عبد الغني.

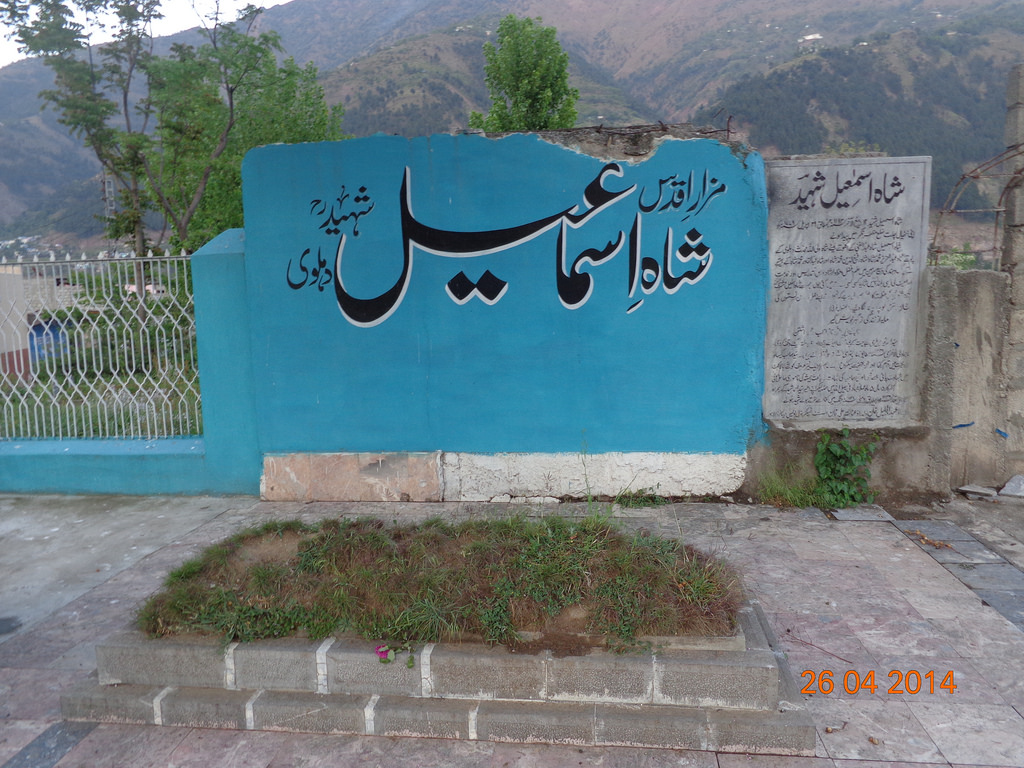
مقبرة لإسماعيل بن عبد الغني.

وأما مصنفاته (باللغة العربية والفارسية) فهي عديدة، أحسنها كتابه:
بالفارسية:
1. الصراط المستقيم: جمع فيه ما صح عن شيخه السيد الإمام قولًا وفعلاً، وفيه بابان من إنشاء صاحبه الشيخ عبد الحي ابن هبة اللّه الصديق البرهانوي.
2. إيضاح الحق الصريح في أحكام الميت والضريح: في بيان حقيقة السنة والبدعة
3. منصب إمامة: في تحقيق منصب النبوة والإمامة، وهو مما لم يسبق إليه،
4. مبحث إمكان النظير وامتناع النظير.

بالعربية:
1. رد الإشراك والبدع: رتبها على بابين، ومنها
2. تنوير العينين في إثبات رفع اليدين
3. سلك نور.

باالأردية:
1. تقوية الإيمان: كتاب مشهور له بالأردوية (المترجَم الآن بالعربية باسم «رسالة التوحيد» )."[4]
2. رد الإشراك.
3. عبقات: في الفلسفة والحكمة، تجلى فيها ذكاؤه، واقتداره على هذا العلم.

وقال أحمد بن محمد المتقى الدهلوي في «آثار الصناديد» : «إن له رسالة في المنطق، ادعى فيها أن الشكل الرابع من أجلى البديهيات، والشكل الأول خلافه، وأقام على ذلك الادعاء من البراهين ما لم يندفع، ولم يجترئ على دفعها أحد من معاصريه».

## وفاته
أُستشهِد الشيخ إسماعيل في سبيل اللّه لستِ ليالي بقين من ذي القعدة سنة 1246 هـ بمعركة بَالَاكُوت، التي كانت ضد المهراجا رانجيت سينغ (1780-1839).

## وصلات خارجية
- إسماعيل بن عبد الغني الدهلوي على موقع الموسوعة البريطانية (الإنجليزية)